# Kuća Garafulić u Nerežišćima
Kuća Garafulić je kuća u Nerežišćima na otoku Braču.

## Opis
Kuća Garafulić podignuta je u središtu Nerežišća u prvoj polovici 15. st. Kuću je po tradiciji nastavala mletačka posada. Na pročelju kamene jednokatnice su jednostavne gotičke monofore profiliranih lukova te djelomično sačuvane puškarnice. Rijedak je primjer gotičke stambene arhitekture na Braču.

## Zaštita
Pod oznakom Z-5137 zavedena je kao nepokretno kulturno dobro - pojedinačno, pravna statusa zaštićena kulturnog dobra, klasificirano kao "profana graditeljska baština".